# Іранська криза (1946)

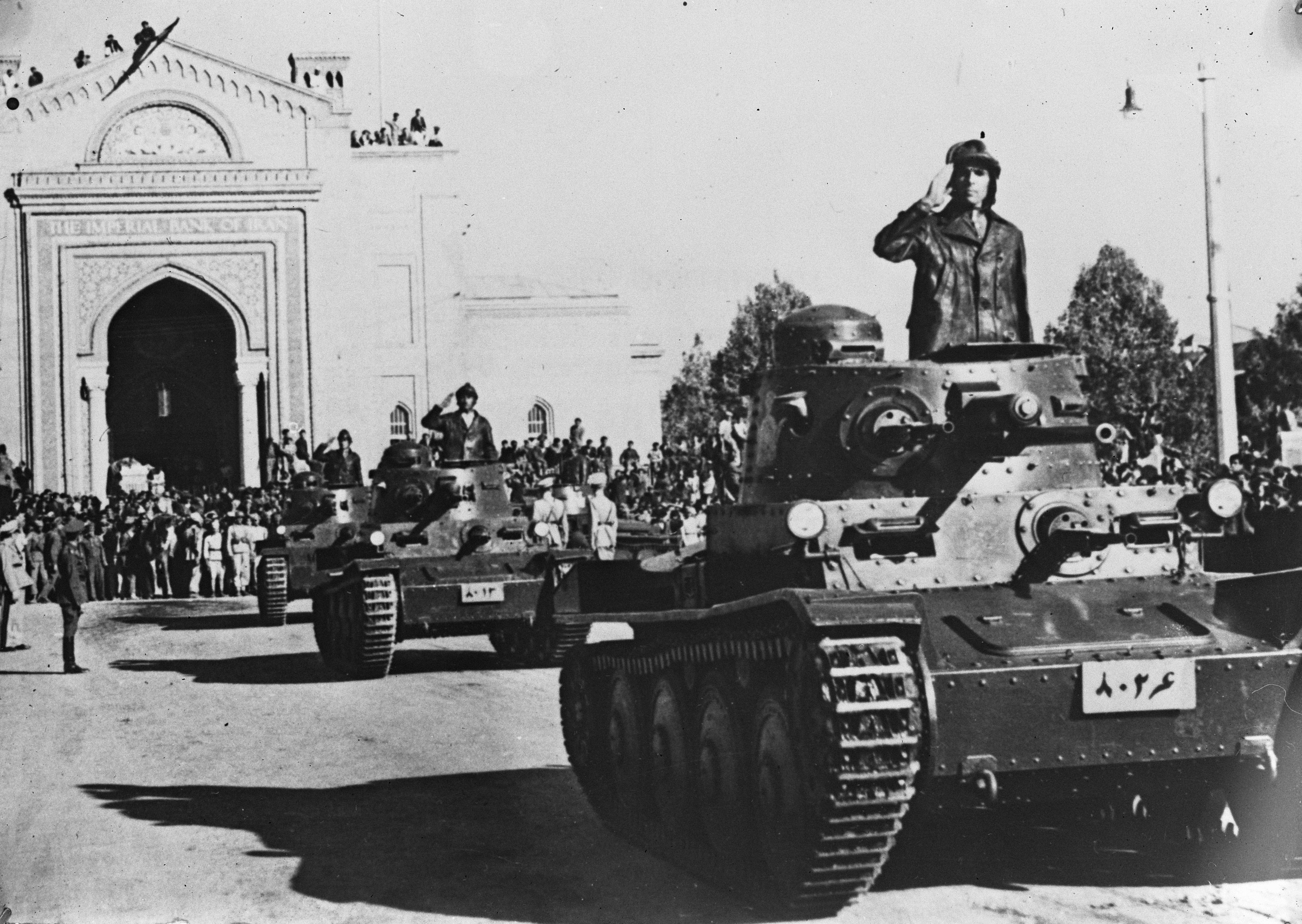
Військовий парад в Тегерані
на честь капітуляції Азербайджану, 15 грудня 1946

Іра́нська кри́за (також знана як Іра́но-Азербайджа́нська кри́за або Азербайджанська криза (перс. غائلهٔ آذربایجان, латиніз. Qā'ele-ye Āzarbāyejān)) — невдала спроба розширення радянської зони впливу на Іран наприкінці 1945 — у 1946 році.
Після початку Другої світової війни шах Ірану Реза Шах Пахлаві оголосив про нейтралітет Ірану. Після нападу Німеччини на СРСР 25 серпня Червона армія з північного заходу та британські війська із заходу й півдня розпочали вторгнення в Іран. Радянсько-британська інтервенція призвела до ентронізації Мохаммеда Реза Пахлаві. У підписаному в січні 1942 року тристоронньому договорі Іран отримав гарантії суверенітету й територіальної цілісності та забезпечення виведення радянських та британських військ протягом 6 місяців після закінчення війни. У вересні 1943 р. Іран оголосив війну Німеччині.
Після закінчення війни в 1945 році британські війська були виведені з Ірану, але СРСР не квапився. Сталін намагався отримати концесії для Радянського Союзу за для видобутку нафти в п'яти північних провінціях Ірану. Водночас СРСР намагався створити політичну базу в Ірані, співпрацюючи з лівими групами та Firqah-i Dimukrat, або Демократична партія Іранського Азербайджану. У грудні 1945 року за підтримки Радянського Союзу ліві активісти оголосили про створення маріонеткової сепаратистської автономної республіки Азербайджан, а 22 січня 1946 року незалежної Республіки Курдистан.
США і Велика Британія домоглися підпису Сталіна, 26 березня 1946 р., за яким радянські війська остаточно залишили Іран. Прорадянські політики були видалені з уряду, іранський парламент відхилив законопроєкт надання нафтових концесій Радянському Союзу, сепаратистські азербайджанські й курдські республіки були захоплені іранськими військовими.